# Бани Уалид
Бени Уалид, също на диалект Бени Уалид, (на арабски: بني وليد) е град в Либия, община Мисрата. Населението му, според оценка от 2004 г., наброява 46 350 души.
До 2007 г. е административен център на бившата община Бани Уалид.
Разположен е на двете страни на уади Мердум. В града има кампус на Университета на Мисурата.